# 35325 Claudiaguarnieri
35325 Claudiaguarnieri este un asteroid din centura principală de asteroizi.

## Descriere
35325 Claudiaguarnieri este un asteroid din centura principală de asteroizi. A fost descoperit pe 7 martie 1997 la Observatorul San Vittore din Bologna. Asteroidul prezintă o orbită caracterizată de o semiaxă mare de 3,23 ua, o excentricitate de 0,16 și o înclinație de 1,2° în raport cu ecliptica.